# Paravinogradovite
La paravinogradovite è un minerale.